# Ptycholobium biflorum
Ptycholobium biflorum är en ärtväxtart som först beskrevs av Ernst Meyer, och fick sitt nu gällande namn av Richard Kenneth Brummitt. Ptycholobium biflorum ingår i släktet Ptycholobium och familjen ärtväxter.

## Underarter
Arten delas in i följande underarter:
- P. b. angolense
- P. b. biflorum